# Jerónimo José da Mata
D. Jerónimo José da Mata (Arnóia, Castelo,  Sertã, 18 de Dezembro de 1804 - Campo Maior, 5 de Março de 1865) foi Bispo da Diocese de Macau entre 1845 a 1862 .
Depois de ter recebido ordens menores no Seminário de Cernache do Bonjardim, viajou para Macau, onde concluiu os estudos teológicos no Seminário de S. José. Foi ordenado presbítero em 1829. Foi professor no Seminário onde antes fora aluno. Publicou em Lisboa, em 1837, uma monografia destinada a recrutar pessoal para as missões na Ásia . Em 1843, foi nomeado bispo-coadjutor de Macau, com o título de bispo de Altobosco.
D. Jerónimo José desempenhou uma papel fundamental na reconstrução da Sé de Macau que ele próprio consagrou em 14 de Fevereiro de 1850 e na ampliação do Recolhimento de Santa Rosa de Lima. Reorganizou também o Seminário de S. José.
A instâncias do governo do Reino de Portugal e de comunidades cristãs do Padroado Português no Extremo Oriente, visitou diversas cidades orientais que estavam sem bispo e aí ordenou diversos sacerdotes. Como nessa altura as relações diplomáticas entre o Vaticano e Portugal estavam cortadas, a acção de D. Jerónimo José valeu-lhe uma admoestação papal.